# Génicourt-sur-Meuse
 Génicourt-sur-Meuse  es una población y comuna francesa, en la región de Lorena, departamento de Mosa, en el distrito de Verdún y cantón de Verdun-Est.

## Demografía
| 195 | 170 | 162 | 179 | 216 | 234 |
| Para los censos de 1962 a 1999 la población legal corresponde a la población sin duplicidades (Fuente: INSEE [Consultar]) |     |     |     |     |     |